# Genius Loci (Film)

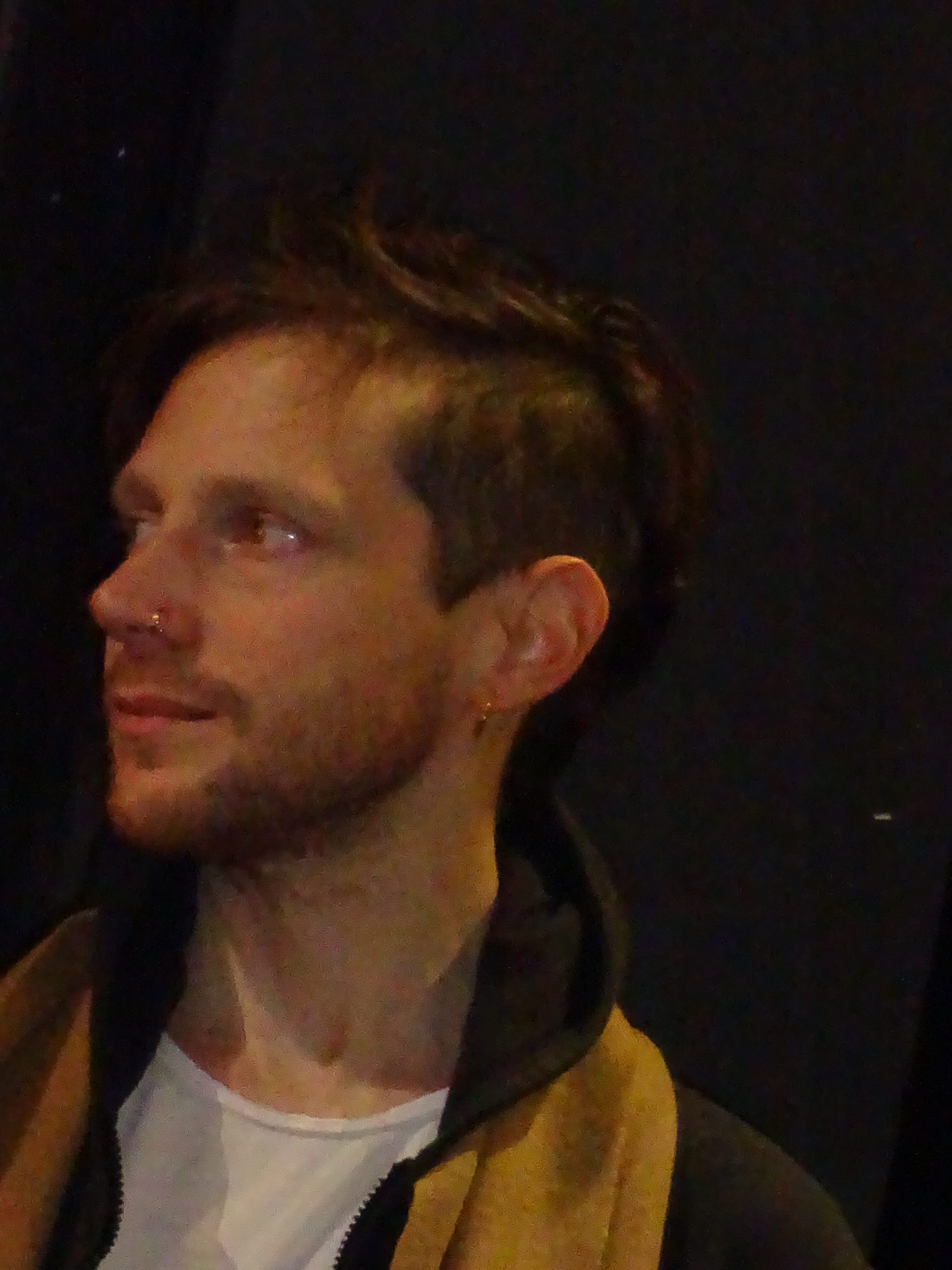
Adrien Mérigeau, Regisseur von Genius Loci, Februar 2020

Genius Loci ist ein französischer Computeranimationsfilm unter der Regie von Adrien Mérigeau aus dem Jahr 2019. Der Film feierte am 19. Januar 2020 Angers European First Film Festival seine Weltpremiere. Er erhielt im Februar 2020 beim Festival du Court-Métrage de Clermont-Ferrand eine Spezielle Erwähnung der Jury und gewann im selben Monat auf der Berlinale in der Sektion Berlinale Shorts den Audi Short Film Award.

## Inhalt
Die jugendliche Reine, Mitbewohnerin der Mutter eines Babys, hört und sieht überall das Chaos, es verändert sich alles blitzschnell und reagiert auf unvorhersehbare Weise. Die Wahrnehmungswelt der jungen Frau ist auf der Leinwand: Eine Tomate klingelt wie ein Handy, drei Männer kommen auf Reine zu und zerspringen plötzlich in Einzelteile, eine Frau mit einer Einkaufstüte fängt an zu brennen, eine Bettlerin reitet auf einem blauen Pferd. In einer Kirche hört Reine Rosies Orgelspiel zu, sie lobt die Musik und bekommt das Angebot, zu den Proben für ein Konzert zu kommen. Reine ist verwirrt, Rosie verschwindet. Nun läuft ein Hund durch die Stadt und springt schließlich durch ein Fenster in die Wohnung, die am Anfang des Films zu sehen war. Der Film endet mit dem Satz, zum Hund gesprochen: Reine, beruhige dich, du allein entscheidest. Im Zentrum ihrer Suche steht sie selbst.

## Hintergrund
Regie führte Adrién Méringeau, die Konzeption des Films stammt vom Regisseur und von Nicolas Pleskof. Produzent war Amaury Ovise. Die Produktion lag in den Händen von Kazak Productions, Paris, für den Weltvertrieb ist L'Agence du court-métrage, Paris, verantwortlich.
Der Film feierte am 19. Januar 2020 beim Angers European First Film Festival seine Weltpremiere. Im Februar 2020 lief er auf dem Festival du Court-Métrage de Clermont-Ferrand und der Berlinale, dort in der Sektion Berlinale Shorts.

## Auszeichnungen
- 2020 Festival du Court-Métrage de Clermont-Ferrand: Spezielle Erwähnung der Jury[5]
- 2020 Berlinale: Audi Short Film Award[6]